# Chorągiew (wojsko)

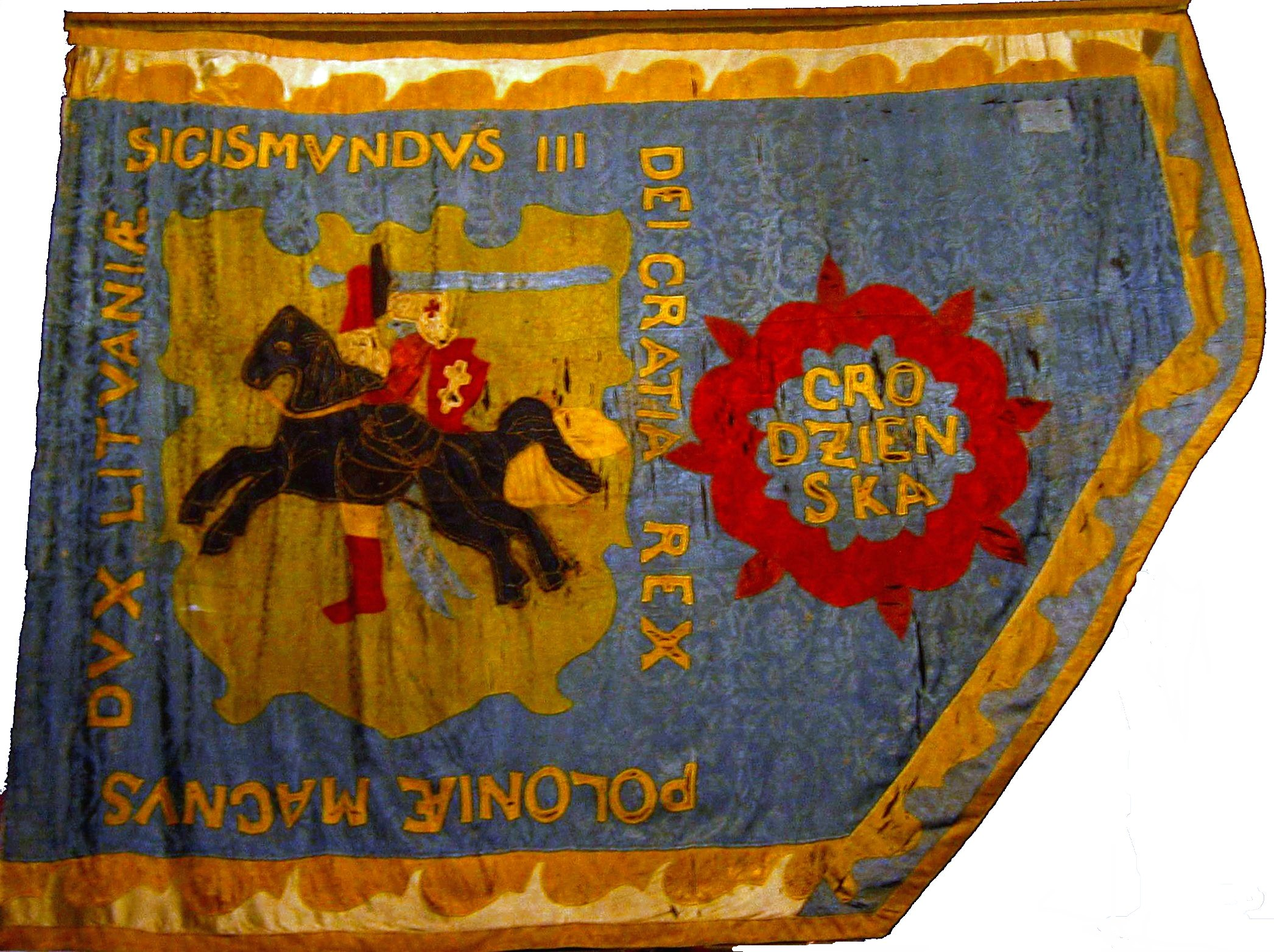
Chorągiew ziemi grodzieńskiej z czasów panowania Zygmunta III Wazy

Chorągiew (staropol. rota) – podstawowa jednostka organizacyjno-taktyczna jazdy rycerskiej o różnej liczebności w dawnej Polsce, istniejąca od XIV do XVIII wieku.

## Historia
Początkowo chorągwie istniały tylko w pospolitym ruszeniu (chorągwie ziemskie i chorągwie rodowe) i królewskim wojsku nadwornym (chorągwie nadworne). W wojsku zaciężnym chorągwie pojawiły się w XV wieku, kiedy to często zwano je również rotami. Później nazwę tę odnoszono głównie do jazdy narodowego autoramentu, natomiast w autoramencie cudzoziemskim częściej nazywano ją kompanią. W okresie od XV do XVI wieku chorągiew liczyła około 500 żołnierzy. W XVII wieku liczyła już tylko od 50 do 200 żołnierzy (najczęściej nieco ponad 100 żołnierzy – na przykład w 1608 roku Chodkiewicz miał w 18 chorągwiach 2019 jeźdźców, także podczas bitwy warszawskiej w 1656 roku jazda koronna liczyła 17 043 jeźdźców zgrupowanych w 156 chorągwiach), a po 1717 roku liczebność chorągwi wahała się od 30 do 70 żołnierzy. W piechocie nazwę tę zastąpiono nazwą kompania. Po reformach Sejmu Czteroletniego również określenie to w kawalerii zastąpiono terminem szwadron.
Początkowo chorągiew dowodzona była przez rotmistrza, ale od początku XVII wieku coraz częściej na jej czele stawał porucznik. Później dowodzili nią chorąży lub namiestnik.

### W średniowieczu
W Koronie Królestwa Polskiego chorągwie dzieliły się na cztery rodzaje:
- chorągwie królewskie – przyboczne oddziały towarzyszące królom polskim;
- chorągwie ziemskie – złożone ze średniej i drobnej szlachty posiadającej swoje dobra w granicach danej ziemi lub prowincji, oraz podległych im jednostek terytorialnych, jak kasztelanie i opola. Chorągwiami tymi dowodzili miejscowi dygnitarze reprezentujący władze królewskie: starostowie, kasztelanowie lub wojewodowie, a na szczeblu niższym przedstawiciele regionalnej administracji królewskiej jak wójtowie miejscy oraz sołtysi wiejscy;
- chorągwie rodowe – składały się z rycerzy należących do jednego rodu pieczętujących się tym samym herbem rodowym. Organizowali je oraz dowodzili nimi najbogatsi możnowładcy, których stać było na uzbrojenie oraz wyposażenie wojska;
- chorągwie zaciężne – złożone z rycerzy najemnych służących w zamian za żołd lub łupy.

### W wieku XV–XVI
Od XV w. do połowy XVI w. istniały w Polsce tylko dwa rodzaje:
- chorągwie kopijnicze;
- chorągwie strzelcze.

### W XVII–XVIII wieku

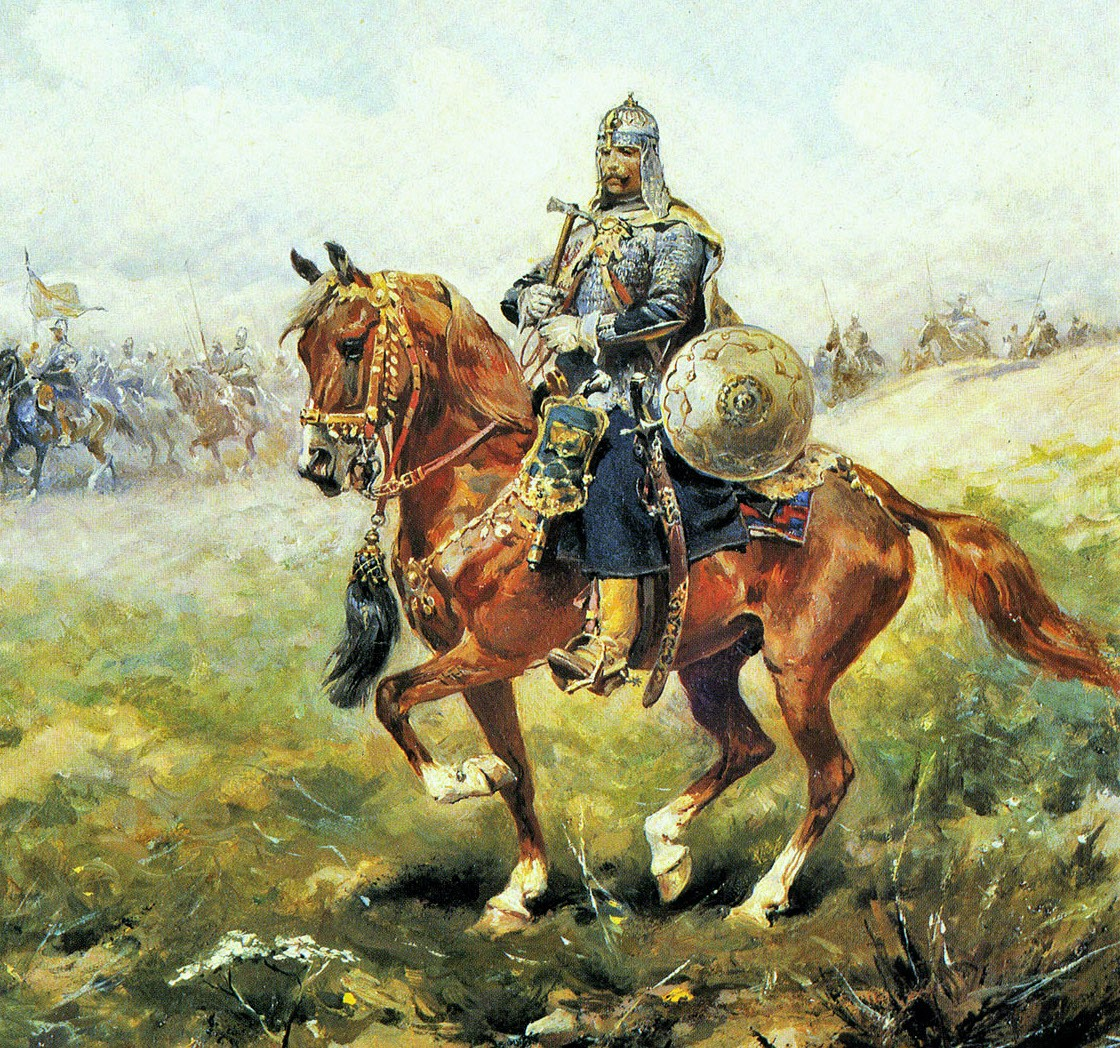
Pancerny (mal. J. Brandt, 1890)

Chorągiew była podstawową jednostką taktyczną w armii Rzeczypospolitej.
Chorągwie zaliczano do wojsk autoramentu narodowego w odróżnieniu od wojsk autoramentu cudzoziemskiego. Różnica pomiędzy nimi polegała przede wszystkim na organizacji, czego zaznaczeniem były różnice w ubiorze oraz uzbrojeniu.
Niekiedy chorągwiami nazywano także jednostki należące do autoramentu cudzoziemskiego, mianowicie piechoty, dragonii i rajtarii, odpowiadające liczebnością kompanii lub nieco ją przewyższające.

### Skład
Skład liczbowy chorągwi jazdy zależał od rodzaju wojska. Rodzaj jazdy nazywano znakiem (np. chorągiew znaku husarskiego itd.).
- chorągiew husarska: 100–200 koni
- chorągiew pancerna: 100–150 koni
- chorągiew lekka: 60–100 koni[5]

Nazwa własna chorągwi pochodziła bezpośrednio od nazwiska lub tytułu dowódcy. Tak więc jednostka, której bezpośrednim dowódcą był hetman, nazywana była chorągwią hetmańską, a której król – chorągwią królewską itp.

### Organizacja
Chorągiew miała nieskomplikowaną organizację. W jej skład wchodzili:
- oficerowie: rotmistrz i porucznik,
- namiestnik i chorąży (stanowiska tytularne),
- towarzysze i pocztowi.

Rotmistrz był dowódcą jednostki, porucznik – jego zastępcą. Oznaką władzy był buzdygan oraz nieco inny sposób noszenia się (np. brak hełmu w bitwie lub odsłonięty rękaw, w husarii inny kolor skóry narzuconej na zbroję). Nie istniało pojęcie sztabu. Stanowisko chorążego nie było stopniem oficerskim, a jedynie wyróżnieniem dla doświadczonego towarzysza, opiekującego się znakiem-chorągwią. Na dodatek rotmistrz był często stanowiskiem tytularnym, piastowanym przez finansującego chorągiew magnata, który w służbie polowej nie brał udziału, a czasem nie wyruszał nawet na wojnę. Tak było zwłaszcza w chorągwiach husarskich, organizacja których była sporym wysiłkiem finansowym. Faktycznie dowódcą był więc porucznik. Gdy padł w walce, był ciężko ranny lub chory, oddziałem dowodził namiestnik-doświadczony towarzysz mianowany przez rotmistrza.
Wyższą jednostką w jeździe polskiej był pułk jazdy. Pułk składał się od kilku do kilkunastu nawet chorągwi. Dowódcą był oficer w randze pułkownika, podobnie jak w przypadku chorągwi stanowiący jednoosobowe dowództwo, pozbawiony pomocy sztabu. Takiego oficera musiały cechować szybka orientacja i zmysł taktyczny. Z reguły pułku nie tworzyły chorągwie jednego znaku:
- pułk jazdy przeznaczony do uderzenia – chorągwie husarii i pancernych
- pułk jazdy – chorągwie pancernych wzmocnione kilkoma lekkimi
- pułk jazdy lekkiej – chorągwie lekkie wzmocnione chorągwią pancerną lub husarską

### Nabór do wojska
Organizowanie oddziału nazywano wystawieniem chorągwi. Wystawiało je państwo lub wielcy magnaci. Wpierw sejm określał ilość zaciąganej armii, obliczanej w jednostkach: koniach i w porcjach. Te jednostki były później podstawą do obliczenia żołdu. Ponieważ oficerowie zarabiali więcej, część porcji nazywano porcjami ślepymi. Prawdopodobnie udział jednostek ślepych wynosił około 10%. Tak więc w oddziale liczącym 200 jednostek służyło około 180 ludzi.
Kolejnym krokiem było wystawienie tzw. listu przypowiedniego, do czego uprawnieni byli hetmani wielki i polny, którzy adresowali je do zawodowych rotmistrzów. W dokumencie wyszczególniony był rodzaj jazdy, wysokość żołdu, czas trwania służby itp.
Nabór przebiegał na zasadzie zwanej zaciągiem towarzyskim. Oficer dysponujący listem przypowiednim ogłaszał nabór. Duże znaczenie miała sława i znaczenie oficera (im sławniejszy, tym chętniej zgłaszali się do niego ochotnicy-szlachcice), on więc najczęściej ogłaszał nabór na ziemiach, skąd sam pochodził.
Zgłaszający się ochotnik wystawiał tak zwany poczet konny (czyli wyposażał, uzbrajał, kupował konie dla siebie oraz 2–3 pocztowych). Od tej pory szlachcic nazywany był towarzyszem. Pocztowymi zostawali wynajęci przez szlachcica pachołkowie. Zadaniem pocztowego była opieka nad majątkiem, posługi dla towarzysza itp., a w bitwie osłanianie pana, podawanie zapasowej broni, prowadzenie zapasowych koni (luzaków). Tradycja pocztu wywodziła się wprost z pocztu rycerskiego, najmniejszej jednostki taktycznej jazdy w średniowieczu. Jako chorągiew pokrytą określano dobrze wyposażoną w konie.